# Mihály Ignác von Lenhossék
Mihály Ignác von Lenhossék (ou Michael von Lenhossék) né le 11 mai 1773 à Presbourg et mort le 11 février 1840 à Ofen (Buda), anobli en 1808, est un physiologiste, psychologue et professeur d'université. Il est l'un des premiers à utiliser la vaccination contre la variole en Hongrie et il rend également de grands services dans la lutte contre le choléra.

## Biographie
Mihály Ignác von Lenhossék naît le 11 mai 1773 à Bratislava.
Après avoir fait ses études secondaires chez les Jésuites à Bratislava, il étudie la médecine aux universités de Vienne et de Pest. Il obtient un doctorat en médecine en 1799, année où il est l'un des premiers à administrer la vaccination contre la variole en Hongrie, et est également nommé chirurgien du comitat de Gran par le Prince Primat de Hongrie et archevêque de Gran József, le cardinal Batthyány.
Lenhossék est nommé professeur de physiologie et d'anatomie à l'université de Pest en 1808. Déjà en 1809/10 et de nouveau de 1815 à 1817 il était doyen, en 1818/19 puis recteur de l'université. En 1819, il s'installe à Vienne. Il y devient professeur de physiologie à l'université de Vienne.
En 1825, Lenhossék est nommé stathouder et protomédicus à Pest. Il est finalement directeur de la faculté de médecine de l'université de Pest jusqu'à sa mort. Outre la lutte contre le choléra, surtout en 1831, et les vaccinations contre la variole, il rend également des services exceptionnels à l'organisation de la formation médicale et de l'administration médicale en Hongrie.
József von Lenhossék (de), anatomiste, neurologue et professeur d'université hongrois, est son fils, Mihály von Lenhossék, anatomiste et professeur d'université hongrois, est son petit-fils.

## Distinctions
Lenhossék reçoit toute une série de prix. En 1808, il est élevé à la noblesse hongroise. Il reçoit une bague d'honneur du tsar de Russie et l'ordre Vasa du roi de Suède. Il est également membre élu ou nommé de 18 sociétés savantes dans divers pays européens. Par exemple, à partir de 1805 à l'Académie royale des sciences de Göttingen, à partir de 1817 à l'Académie impériale des sciences médico-chirurgicales josephiniennes de Vienne, à partir de 1823 à l'Académie des sciences médico-chirurgicales de Russie Petersbourg, à partir de 1828 à l'Accademia delle Scienze di Torino et à partir de 1834 à l'Académie des sciences de Bonn. En 1831, il est élu membre de l'Académie allemande des sciences naturelles Leopoldina.

## Publications
- Untersuchungen über Leidenschaften als Ursachen der Krankheiten, 1804.
- Introductio in methodologiam physiologiae corporis humani, 1808.
- Physiologia medicinalis, 5 volumes, 1816–1818.
- Institutiones physiologiae corporis, 2 volumes, Gerlod, Vienne 1822.
- Darstellung des menschlichen Gemüthes in seinen Beziehungen zum geistigen und leiblichen Leben, 2 volumes, Gerold, Vienne 1824/1825.
- Die Wuthkrankheit nach bisherigen Beobachtungen und neueren Erfahrungen etc., Hartleben, Pest 1837.